# Melrose (Massachusetts)
Melrose – miasto w Stanach Zjednoczonych, w stanie Massachusetts, w aglomeracji Bostonu.